# Deutsche Ringermeisterschaften 1920
Die 12. Deutschen Ringermeisterschaften wurden 1920 in Stuttgart im griechisch-römischen Stil ausgetragen.

## Ergebnisse

### Federgewicht
| Platz | Sportler         | Stadt/Verein               |
| ----- | ---------------- | -------------------------- |
| 1     | Franz Reitmeier  | SC Maxvorstadt Nürnberg 04 |
| 2     | Karl Müller      | Mainz                      |
| 3     | Hermann Brodbeck | Untertürkheim              |

### Leichtgewicht
| Platz | Sportler        | Stadt/Verein |
| ----- | --------------- | ------------ |
| 1     | Fritz Leibinger | Tuttlingen   |
| 2     | Gustav Fimpel   | Hornberg     |
| 3     | Jakob Rupp      | Oggersheim   |

### Mittelgewicht
| Platz | Sportler        | Stadt/Verein  |
| ----- | --------------- | ------------- |
| 1     | Heinrich Ketzer | Duisburg      |
| 2     | Julius Mönch    | Untertürkheim |
| 3     | Karl Mayer      | Plieningen    |

### Halbschwergewicht
| Platz | Sportler        | Stadt/Verein  |
| ----- | --------------- | ------------- |
| 1     | Julius Maier    | Untertürkheim |
| 2     | Wilhelm Knöpfle | Cannstatt     |
| 3     | Georg Lotz      | Bonn          |

### Schwergewicht
| Platz | Sportler      | Stadt/Verein   |
| ----- | ------------- | -------------- |
| 1     | Karl Döppel   | SC Nürnberg 04 |
| 2     | Adolf Kurz    | Stuttgart      |
| 3     | Heinrich Bock | Köln           |